# Мюллер, Фридрих Макс
Фри́дрих Макс Мю́ллер (нем. Friedrich Max Müller; 6 декабря 1823, Дессау — 28 октября 1900, Оксфорд) — немецкий и английский филолог, религиовед, специалист по общему языкознанию, индологии, мифологии.

## Биография
Родился в Дессау (Германия) в семье поэта Вильгельма Мюллера, на слова которого Франц Шуберт написал «Прекрасную мельничиху» и «Зимний путь». Крестным отцом Фридриха был Карл Мария фон Вебер.
С 1836 года посещал лейпцигскую школу св. Николая, поступив в 1841 году в местный университет, где изучал классические языки, психологию и антропологию.
В 1848 году он получил степень доктора философии, но счёл необходимым продолжить своё образование. Изучал филологию, философию, санскрит и религии Востока в Берлине и в Париже.

## Научная деятельность
С 1863 Макс Мюллер читал фундаментальный курс «Лекций по науке о языке» в Оксфордском университете. В 1866 году этот труд был опубликован в журнале А. А. Хованского «Филологические записки», в 1868 книга вышла в Воронеже отдельным оттиском. Редактор лично принимал участие в переводе сборника. В 1871 году в «Филологических записках» была опубликована лекция «Наслоение языка», прочитанная автором в Кембриджском университете в мае 1868 года.
В 1868 году он стал профессором сравнительного языкознания в Оксфорде, где также преподавал санскрит.
В 1870 году Макс Мюллер предложил использование сравнительного метода в религиоведении. Он рассмотрел развитие религии по аналогии с развитием языка и мышления, отмечая их генетическую связь, подтверждая выводы значительным историческим материалом. Это позволило выделить три языковых и религиозных центра развития: арийский, семитский и туранский. Сопоставление священных текстов разных религий обнаружило и дало возможность исследовать то общее, что присуще специфике религии в целом как социокультурному феномену. Своеобразным итогом его работы в сравнительном религиоведении стал афоризм, выражающий мнение о важности предмета:
Кто знает одну религию — не знает ни одной.Макс Мюллер
Макса Мюллера считают одним из основателей науки о религии, а дату прочтения им первой лекции о сравнительном изучении основных религий мира (19 февраля 1870 года) отмечают как день рождения этой науки.

## Последние годы

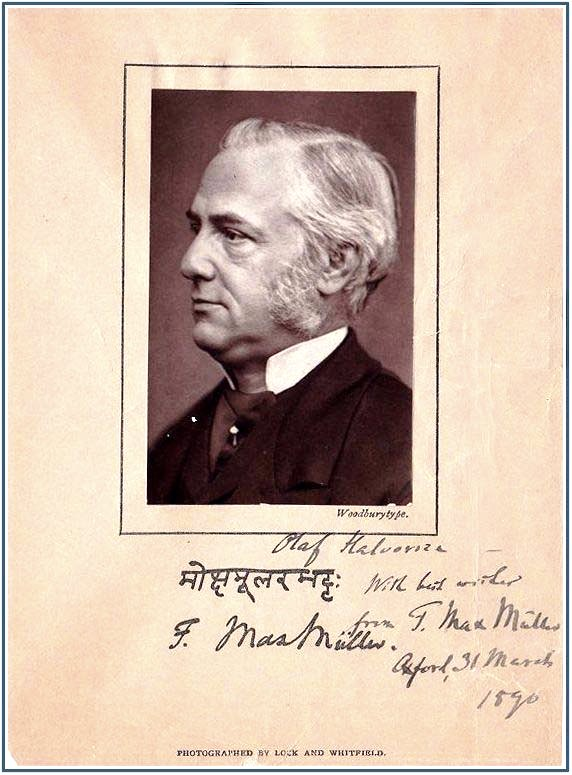
Подписанная фотография Макса Мюллера (1890 г.)

Макс Мюллер оставил преподавательскую деятельность в 1875 году, всецело посвятив себя изданию священных книг Востока. В этом ему помогали, в том числе, его ученики, крупные деятели японского буддизма и высшего образования, основоположники японской санскритологии Нандзё Бунъю, Касахара Кэндзю (笠原研寿, 1852—1883) и Такакусу Дзюндзиро (高楠 順次郎, 1866—1945), а также один из ведущих буддологов России Сергей Ольденбург.
Макс Мюллер скончался в Оксфорде в возрасте 76 лет.

## Основные работы
- «Сравнительная мифология» (1856),
- «Наслоение языка» (1868),
- «Наука о языке» (1861—1863),
- «Стружки из немецкой мастерской» (1867—1875),
- «Введение в науку о религии» (1873),
- «Естественная религия» (1889),
- «Физическая религия» (1891),
- «Антропологическая религия» (1892),
- «Теософия, или психологическая религия» (1897),
- «Шесть систем индийской философии» (1899).

- Мюллер Макс. Шесть систем индийской философии. — PSYLIB. — Киев, 2009.
- Мюллер Фридрих Макс Введение в науку о религии: Четыре лекции, прочитанные в Лондонском Королевском институте в феврале-марте 1870 года. / Пер. с англ., предисловие и комментарии Е. Элбакян. Под общей редакцией А. Н. Красикова — М.: Книжный дом «Университет»: Высшая школа, 2002. — 264 с.
  - Мюллер Ф. М. Введение в науку о религии: Четыре лекции, прочитанные в Лондонском Королевском институте в феврале-марте 1870 года.
  - Мюллер Ф. М. Введение в науку о религии: Четыре лекции, прочитанные в Лондонском Королевском институте в феврале-марте 1870 года. — С. 4 — 119.
- Мюллер Ф. М. «Лекции по науке о языке» (Lectures on the science of language, 1861)
- Muller, Max. Natural religion; the Gifford lectures delivered before the University of Glasgow in 1888 (англ.). — London, New York: Longmans, Green, and Co., 1889. — 642 p.